# نهر إيزما

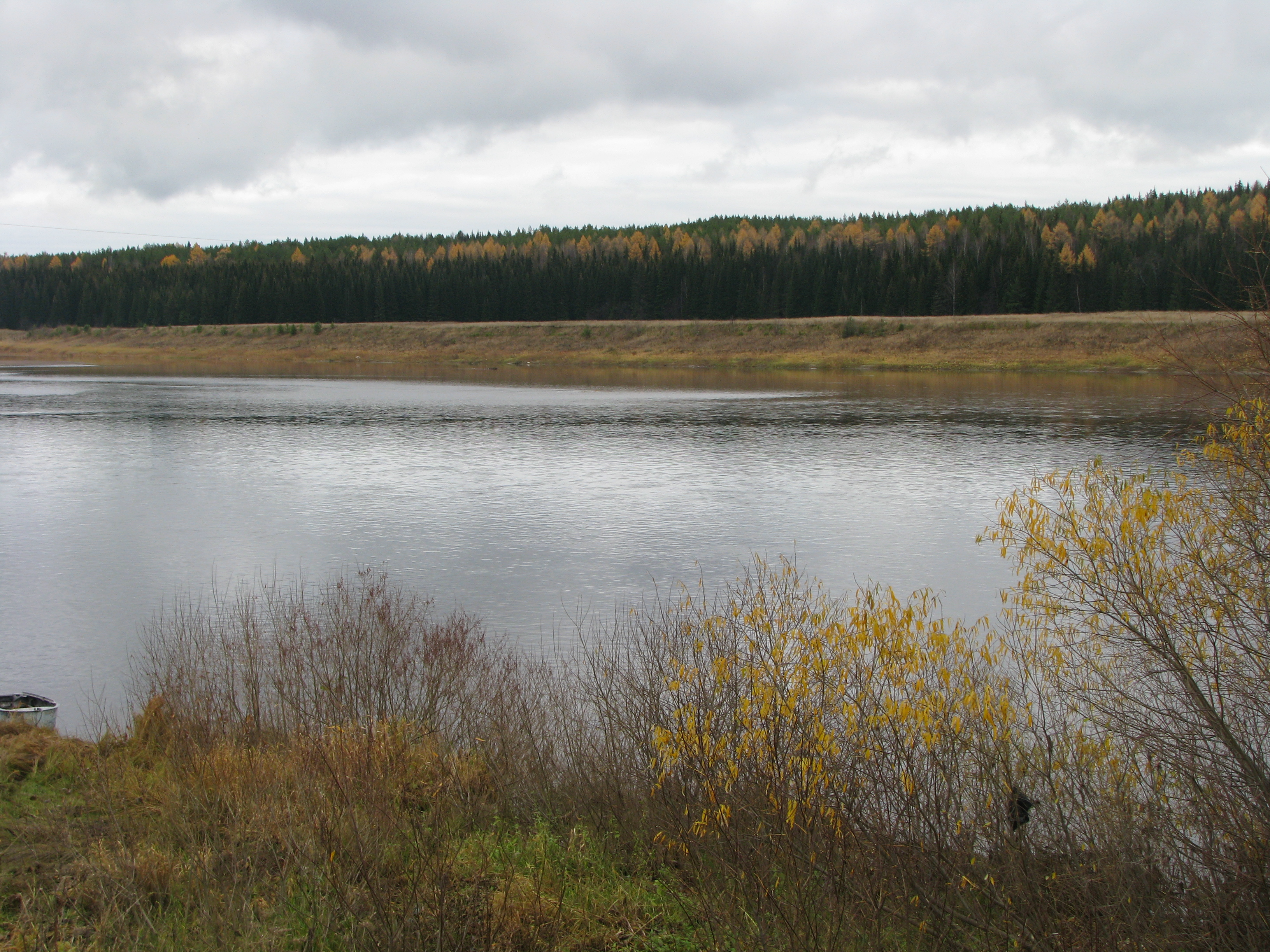
نهر إيزما بالقرب من أوست-أوختا

نهر إزما (بالروسية: И́жма) هو نهر في جمهورية كومي الروسية. وهو أحد الروافد اليسرى لنهر بيتشورا. يبلغ طوله 531 كيلومترًا (330 ميلًا)، وحوض تصريفه 31,000 كيلومتر مربع (12,000 ميل مربع). عند نقطة تبعد 154 كيلومترًا (96 ميلًا) عن مصبه، يبلغ متوسط تصريفه 203 أمتار مكعبة في الثانية (7,200 قدم مكعب في الثانية). يتجمد النهر في نوفمبر، ويبقى متجمدًا حتى بداية ذوبان الجليد في الربيع في مايو.
روافده الرئيسية هي أوختا، وأيوفا، وسيبيس.
ينبع نهر إزما من سلسلة جبال تيمان. ضفافه في مجراه العلوي مغطاة بالأشجار، بينما تتميز أجزاؤه السفلية بالمروج والمستنقعات. النهر متعرج، وفي مجراه العلوي يشكل منحدرات وامتدادات صخرية. عند التقاء نهر أوختا مع نهر سوسنغورسك، تقع مدينة سوسنغورسك.
يُمكن الملاحة في نهر إيزما حتى التقاءه مع نهر أوختا. في أجزائه السفلى، يتسع النهر، ويتباطأ جريانه، ويبدأ بتكوين منحنيات وجزر صغيرة. يتدفق إلى نهر بيتشورا عند أوست-إيزما.